# Akiōta
Akiōta (安芸太田町, Akiōta-chō) est un bourg du district de Yamagata, dans la préfecture d'Hiroshima, au Japon.

## Géographie

### Démographie
Au 1er août 2014, la population d'Akiōta s'élevait à 6 528 habitants répartis sur une superficie de 342,25 km2.